# Olympische Jugend-Sommerspiele 2018/Taekwondo
| Taekwondo bei den III. Olympischen Jugend-Sommerspielen | Taekwondo bei den III. Olympischen Jugend-Sommerspielen |
| Olympische Ringe · Taekwondo                            | Olympische Ringe · Taekwondo                            |
| Informationen                                           | Informationen                                           |
| ------------------------------------------------------- | ------------------------------------------------------- |
| Teilnehmer:                                             | 100 Athleten                                            |
| Datum:                                                  | 7. Oktober–11. Oktober                                  |
| Austragungsort:                                         | Parque Olímpico de la Juventud                          |
| Wettkampfort:                                           | Buenos Aires                                            |
| Entscheidungen:                                         | 10                                                      |
| ← Nanjing 2014                                          |                                                         |
| Olympische Ringe                                        | Taekwondo                                               |

| Olympische Jugend-Sommerspiele 2018 (Medaillenspiegel Taekwondo) | Olympische Jugend-Sommerspiele 2018 (Medaillenspiegel Taekwondo) | Olympische Jugend-Sommerspiele 2018 (Medaillenspiegel Taekwondo) | Olympische Jugend-Sommerspiele 2018 (Medaillenspiegel Taekwondo) | Olympische Jugend-Sommerspiele 2018 (Medaillenspiegel Taekwondo) | Olympische Jugend-Sommerspiele 2018 (Medaillenspiegel Taekwondo) |
| Platz                                                            | Mannschaft                                                       | Goldmedaillen                                                    | Silbermedaillen                                                  | Bronzemedaillen                                                  | Gesamt                                                           |
| ---------------------------------------------------------------- | ---------------------------------------------------------------- | ---------------------------------------------------------------- | ---------------------------------------------------------------- | ---------------------------------------------------------------- | ---------------------------------------------------------------- |
| 01                                                               | Russland                                                         | 4                                                                | —                                                                | 1                                                                | 5                                                                |
| 02                                                               | Iran                                                             | 3                                                                | 1                                                                | —                                                                | 4                                                                |
| 03                                                               | Südkorea                                                         | 1                                                                | 2                                                                | 2                                                                | 5                                                                |
| 04                                                               | Marokko                                                          | 1                                                                | 1                                                                | —                                                                | 2                                                                |
| 0                                                                | Thailand                                                         | 1                                                                | 1                                                                | —                                                                | 2                                                                |
| 06                                                               | Belgien                                                          | —                                                                | 1                                                                | —                                                                | 1                                                                |
| 0                                                                | Chinese Taipei                                                   | —                                                                | 1                                                                | —                                                                | 1                                                                |
| 0                                                                | Serbien                                                          | —                                                                | 1                                                                | —                                                                | 1                                                                |
| 0                                                                | Usbekistan                                                       | —                                                                | 1                                                                | —                                                                | 1                                                                |
| 0                                                                | Vereinigte Staaten                                               | —                                                                | 1                                                                | —                                                                | 1                                                                |
| 11                                                               | China                                                            | —                                                                | —                                                                | 2                                                                | 2                                                                |
| 0                                                                | Italien                                                          | —                                                                | —                                                                | 2                                                                | 2                                                                |
| 0                                                                | Mexiko                                                           | —                                                                | —                                                                | 2                                                                | 2                                                                |
| 14                                                               | Afghanistan                                                      | —                                                                | —                                                                | 1                                                                | 1                                                                |
| 0                                                                | Ägypten                                                          | —                                                                | —                                                                | 1                                                                | 1                                                                |
| 0                                                                | Aserbaidschan                                                    | —                                                                | —                                                                | 1                                                                | 1                                                                |
| 0                                                                | Brasilien                                                        | —                                                                | —                                                                | 1                                                                | 1                                                                |
| 0                                                                | Ecuador                                                          | —                                                                | —                                                                | 1                                                                | 1                                                                |
| 0                                                                | Griechenland                                                     | —                                                                | —                                                                | 1                                                                | 1                                                                |
| 0                                                                | Jordanien                                                        | —                                                                | —                                                                | 1                                                                | 1                                                                |
| 0                                                                | Kanada                                                           | —                                                                | —                                                                | 1                                                                | 1                                                                |
| 0                                                                | Kroatien                                                         | —                                                                | —                                                                | 1                                                                | 1                                                                |
| 0                                                                | Niger                                                            | —                                                                | —                                                                | 1                                                                | 1                                                                |
| 0                                                                | Tunesien                                                         | —                                                                | —                                                                | 1                                                                | 1                                                                |

Bei den Olympischen Jugend-Sommerspielen 2018 in der argentinischen Metropole Buenos Aires wurden zehn Wettbewerbe im Taekwondo ausgetragen.
Die Wettbewerbe fanden vom 7. bis zum 11. Oktober im Parque Olímpico de la Juventud statt.

## Jungen

### Bis 48 kg
| Platz | Land | Athlet                  |
| ----- | ---- | ----------------------- |
| 1     | RUS  | Dmitri Schischko        |
| 2     | UZB  | Ulugʻbek Rashitov       |
| 3     | KOR  | Im Seong-bin            |
| 3     | TUN  | Mohamed Khalil Jendoubi |

### Bis 55 kg
| Platz | Land | Athlet                      |
| ----- | ---- | --------------------------- |
| 1     | RUS  | Georgi Popow                |
| 2     | KOR  | Kim Kang-min                |
| 3     | NIG  | Mahamadou Maharana Amadou't |
| 3     | JOR  | Zaid Kareem                 |

### Bis 63 kg
| Platz | Land | Athlet            |
| ----- | ---- | ----------------- |
| 1     | KOR  | Cho Won-hee       |
| 2     | THA  | Nareupong Thepsen |
| 3     | AZE  | Javad Aghayev     |
| 3     | ITA  | Gabriele Caulo    |

### Bis 73 kg
| Platz | Land | Athlet            |
| ----- | ---- | ----------------- |
| 1     | IRI  | Ali Eshkevarian   |
| 2     | BEL  | Badr Achab        |
| 3     | EGY  | Eyad Adel Mahmoud |
| 3     | ECU  | Darlyn Padilla    |

### Über 73 kg
| Platz | Land | Athlet                     |
| ----- | ---- | -------------------------- |
| 1     | IRI  | Mohammad Ali Khosravi      |
| 2     | TPE  | Lee Meng-en                |
| 3     | AFG  | Nisar Ahmad Abdul Rahimzai |
| 3     | CAN  | Ethan McClymont            |

## Mädchen

### Bis 44 kg
| Platz | Land | Athletin               |
| ----- | ---- | ---------------------- |
| 1     | RUS  | Polina Schtscherbakowa |
| 2     | KOR  | Kang Mi-reu            |
| 3     | MEX  | Alicia Rodríguez       |
| 3     | CRO  | Lena Stojković         |

### Bis 49 kg
| Platz | Land | Athletin                |
| ----- | ---- | ----------------------- |
| 1     | RUS  | Jelisaweta Rjadninskaja |
| 2     | USA  | Anastasija Zolotic      |
| 3     | KOR  | Lee Ye-ji               |
| 3     | CHN  | Cao Zihan               |

### Bis 55 kg
| Platz | Land | Athletin          |
| ----- | ---- | ----------------- |
| 1     | THA  | Kanthida Saengsin |
| 2     | MAR  | Safia Salih       |
| 3     | GRE  | Fani Tzeli        |
| 3     | BRA  | Sandy Macedo      |

 Vanessa Beckstein schied im Viertelfinale aus.

### Bis 63 kg
| Platz | Land | Athletin        |
| ----- | ---- | --------------- |
| 1     | IRI  | Yalda Valinejad |
| 2     | SRB  | Nadica Božanić  |
| 3     | MEX  | Leslie Soltero  |
| 3     | ITA  | Assunta Cennamo |

### Über 63 kg
| Platz | Land | Athletin                 |
| ----- | ---- | ------------------------ |
| 1     | MAR  | Fatima-Ezzahra Aboufaras |
| 2     | IRI  | Kimia Hemmati            |
| 3     | CHN  | Mu Wenzhe                |
| 3     | RUS  | Kristina Adebajo         |